# Thomson River (Cooper Creek)
Der Thomson River ist ein periodisch wasserführender Fluss im Zentrum des australischen Bundesstaates Queensland. Er gehört zum Cooper-Creek-Flusssystem und bildet einen Teil des Lake-Eyre-Beckens.

## Geografie

### Flusslauf
Der Fluss entsteht bei Muttaburra in der Alma Range aus dem Landsborough Creek und dem Towerhill Creek und fließt nach Südwesten. Der am weitesten von der Mündung des Thomson River entfernte Quellfluss ist der Torrens Creek, der in den Cornish Creek mündet. Dieser wiederum mündet in den Landsborough Creek.
Im Westen von Longreach kreuzt der Thomson River den Landsborough Highway. Er fließt weiter in südwestlicher Richtung durch die Kleinstädte, Stonehenge und Jundah, bevor er nördlich von Windorah in den Barcoo River fließt, der dadurch zum Cooper Creek wird.
Das Flusssystem ist nur temporär durchgehend wasserführend zum Evaporit des Lake Eyre-Salzsees. Die meiste Zeit besteht der „Fluss“ nur aus einer Kette von Wasserlöchern (Billabongs). In flachem Gelände existiert oft nicht ein definiertes Flussbett, sondern mehrere parallele Rinnen, die kilometerweit auseinander liegen können (Channel Country). Nur bei extremen Regenfällen, meist in der Zeit des sommerlichen Monsunregens im Gebiet des Oberlaufs, fließt Wasser bis in den Lake Eyre.
Fast auf seiner gesamten Länge begleitet die Thomson Developmental Road (N79) den Fluss.

### Nebenflüsse mit Mündungshöhen
Er hat folgende Nebenflüsse:
- Towerhill Creek – 212 m
- Landsborough Creek – 212 m
- Fifteen Mile Creek – 202 m
- Bradley Creek – 200 m
- Twenty Mile Creek – 200 m
- Yarraman Creek – 197 m
- Aramac Creek – 194 m
- Cassidy Creek – 193 m
- Lloyds Creek – 189 m
- Stuart Creek – 188 m
- Brutus Creek – 187 m
- Little Gin Creek – 182 m
- Wellshot Creek – 180 m
- Dingo Creek – 180 m
- Boundary Creek – 179 m
- Andersons Creek – 179 m
- Ernestina Creek – 179 m
- Three Mile Creek – 175 m
- Darr River – 175 m
- Four Mile Creek – 172 m
- Katherine Creek – 171 m
- Horse Shoe Creek – 170 m
- Dry Creek – 167 m
- Tocal Creek – 167 m
- Splitters Creek – 166 m
- Acheron Creek – 165 m
- Six Mile Creek – 162 m
- Moonda Creek – 156 m
- Woolshed Creek – 156 m
- Scotts Creek – 155 m
- Vergemont Creek – 155 m
- Emu Creek – 153 m
- Warbreccan Creek – 152 m
- Six Mile Creek – 150 m
- Deadman Creek – 150 m
- Deep Creek – 149 m
- Grassy Creek – 146 m
- Bostock Creek – 145 m
- Wuringle Creek – 141 m
- Stewards Creek – 138 m

### Durchflossene Seen
Der Thomson River durchfließt etliche Wasserlöcher, die zum Teil auch dann mit Wasser gefüllt sind, wenn der Fluss trocken liegt.
- Yarraman Waterhole – 197 m
- Longreach Waterhole – 185 m
- Rio Waterhole – 180 m
- Dinah Waterhole – 151 m
- Mahoney Waterhole – 150 m
- Goongoon Waterhole – 148 m
- Mailchange Waterhole – 148 m
- Flaggy Waterhole – 148 m
- Carella Waterhole – 147 m
- Wooleys Lagoon – 147 m
- Twenty Mile Waterhole – 136 m
- Fifteen Mile Waterhole – 135 m
- Twelve Mile Waterhole – 132 m

## Geologie
Das Gebiet mit schwarzen Böden, durch das der Fluss fließt, ist semiarid. In diesem Gelände wird Schaf- und Viehzucht betrieben.

## Namensherkunft
Der Fluss ist vom Entdecker Edmund Kennedy in den 1840er Jahren benannt worden.